# Phrynarachne clavigera
Phrynarachne clavigera es una especie de araña cangrejo del género Phrynarachne, familia Thomisidae. Fue descrita científicamente por Eugène Simon en 1903.

## Distribución
Esta especie se encuentra en Madagascar.

## Tratamiento taxonómico
La especie aparece registrada y publicada en Descriptions d’arachnides nouveaux de Madagascar, faisant partie des collections du Muséum. Bulletin du Muséum d’Histoire Naturelle Paris 9: 133–140.